# Molly Cheek
Molly Cheek (Bronxville, 2 marzo 1950) è un'attrice statunitense.

## Filmografia parziale

### Cinema
- Deadly Intruder, regia di John McCauley (1985)
- Amico venuto dallo spazio (Purple People Eater), regia di Linda Shayne (1988)
- Smoke Signals, regia di Chris Eyre (1998)
- American Pie, regia di Paul Weitz (1999)
- American Pie 2, regia di James B. Rogers (2001)
- American Pie - Il matrimonio (American Wedding), regia di Jesse Dylan (2003)
- Addio al nubilato (April's Shower), regia di Trish Doolan (2003)
- Spider-Man 2, regia di Sam Raimi (2004)
- Sballati d'amore - A Lot Like Love (A Lot Like Love), regia di Nigel Cole (2005)
- Cougar Club, regia di Christopher Duddy (2007)
- Drag Me to Hell, regia di Sam Raimi (2009)
- American Pie: Ancora insieme (American Reunion), regia di Jon Hurwitz e Hayden Schlossberg (2012)

### Televisione
- Contesa fatale (Torn Between Two Lovers) – film TV (1979)
- Breaking Up Is Hard to Do – film TV (1979)
- Mark ti amo (Mark, I Love You) – film TV (1980)
- Chicago Story – serie TV, 13 episodi (1982)
- Un'estate da ricordare (A Summer to Remember) – film TV (1985)
- La sera del ballo (Dance 'Til Dawn) – film TV (1988)
- It's Garry Shandling's Show – serie TV, 71 episodi (1986-1990)
- Harry e gli Henderson (Harry and the Hendersons) – serie TV, 72 episodi (1991-1993)
- Body Bags - Corpi estranei (Body Bags) – film TV (1993)

## Doppiatrici italiane
- Silvia Pepitoni in Chicago Story
- Cristiana Lionello in Harry e gli Henderson